# Győri béke (1442)
Az 1442-es győri béke, lengyelül: Pokój w Győr, németül: Friede von Raab, latinul: Pax arrabonensis, egy 1442. december 13-án Győrben megkötött béke Giuliano Cesarini bíboros, IV. Jenő pápa követe által, aki 1443. június végéig fegyverszünetet közvetített I. Ulászló magyar király és elődje, I. (Habsburg) Albert özvegye, Luxemburgi Erzsébet királyné, a csecsemő V. László anyja között.

## Előzményei
Habsburg Albert 1439. október 27-én bekövetkezett halálával az özvegye, Luxemburgi Erzsébet a saját nevében át is vette az uralkodói jogok gyakorlását, hiszen a magyar rendek Erzsébet királynét a Magyar Királyság jog szerinti örökösnőjének tekintették, újbóli házasságkötését szorgalmazták, és azt kívánták, hogy az 1440-ben a 31. életévébe lépő Erzsébet királyné menjen férjhez a nála 15 évvel fiatalabb és 16. életévébe lépő III. Ulászló lengyel királyhoz, akit 1440. január 18-án a rendek meghívtak a magyar trónra. Erzsébet királyné színleg a beleegyezését adta az Ulászlóval kötendő házassághoz, de amikor a fia, V. László 1440. február 22-én megszületett Komáromban, azután már csak a fia nevében uralkodott, visszavonta az Ulászlóval kötendő házassághoz adott beleegyezését, amelyet állítása szerint csak "kényszer" hatására tett meg korábban, azonban haláláig megtartotta a királyi hatalmat. Ekkor teljesen megmerevedtek az álláspontok, az ország ketté szakadt.
Erzsébet királyné a híveire, Cillei–Garai-ligára támaszkodva a kisebbik lánya, (ifjabb) Erzsébet hercegnő szárazdajkájának, Kottanner Jánosnénak a segítségével Visegrádról ellopatta a Szent Koronát, és a három hónapos fiát Székesfehérvárott Szécsi Dénes esztergomi érsekkel 1440. május 15-én királlyá koronáztatta. Az Ulászlótól visszatérő Thallóczy Mátét és Marcali Imrét viszont elfogatta, ugyanakkor Ulászló trónra léptét nem akadályozhatta meg. I. (III.) Ulászlónak Budára való bevonulása (1440. május 21.) után csak az ország nyugati és északi része tartozott az özvegy régens királyné uralma alá, és Komáromból Győrön át Pozsonyba kellett menekülnie. Fiát és a koronát is kénytelen volt III. Frigyesnek átadni, de makacsul visszautasított minden megegyezési kísérletet, és Giskrát a Felvidékre szabadította. 

## A békekötés tartalma
Csak a konfliktus elmérgesedésének, valamint az ország megosztottságának a megszüntetése iránti igény kényszerítette ki végül a fegyverszünetet és a megbékélést, amely IV. Jenő pápa közvetítésre létre is jött Giuliano Cesarini pápai követnek köszönhetően.
1442. november 25-én Erzsébet és I. Ulászló Győrött személyesen is találkoztak, és december 13-án békét kötöttek. A megegyezés értelmében Erzsébet fenntartotta a fiának az ország kormányzására vonatkozó jogait, de Ulászló uralmát is elismerte, Erzsébet idősebb lányát, Annát eljegyezték Ulászlóval, míg kisebbik lányát, Erzsébet hercegnőt Ulászló öccsével, Jagelló Kázmér lengyel és litván herceggel. A megegyezés után pár nappal, 1442. december 19-én Luxemburgi Erzsébet királyné váratlanul meghalt Győrben. 

## Következményei
Bár a békefeltételeket Erzsébet haláláig nem foglalták írásba, csak két kikötés nem valósult meg azonnal: a Szent Korona visszaszolgáltatása és V. László gyámságának a kérdése.
A megállapodásból I. Ulászló korai halála (1444) miatt viszont csak Erzsébet hercegnő és Kázmér herceg házassága valósult meg 1454-ben, aki akkor már IV. Kázmér néven lengyel király volt.